# Tommy Söderström
Tommy Söderström (ur. 17 lipca 1969 w Sztokholmie) – były szwedzki hokeista, reprezentant Szwecji, dwukrotny olimpijczyk.

## Kariera
- Djurgården J20 (1988-1989)
- IK Viking (1989)
- Djurgårdens IF (1989-1992)
- Hershey Bears (1992-1994)
- New York Islanders (1994-1996)
- Rochester Americans (1996)
- Utah Grizzlies (1996-1997)
- Djurgårdens IF (1997-2000)

Wychowanek klubu Älta IF. Wieloletni zawodnik Djurgården, w którym rozwijał na początku i kończył karierę.
W drafcie NHL z 1990 został wybrany przez Philadelphia Flyers. Do USA wyjechał w 1992 i grał tam w NHL w barwach dwóch klubów do 1996. Tuż po przybyciu do Filadelfii wykryto u niego problemy kardiologiczne - stwierdzono Zespół Wolffa-Parkinsona-White’a, w wyniku czego przeszedł pięć zabiegów na sercu. Łącznie w NHL wystąpił w 5 sezonach, rozegrał 156 meczów. W 1997 powrócił do ojczyzny i przez trzy lata grał w lidze Elitserien. W 2000 zakończył karierę.
Uczestniczył w turniejach Canada Cup 1991, mistrzostw świata w 1991, 1992, 1993, zimowych igrzyskach olimpijskich 1992, 1998 oraz Pucharu Świata 1996.

## Sukcesy
Reprezentacyjne
- Złoty medal mistrzostw Europy juniorów do lat 18: 1987
- Srebrny medal mistrzostw świata juniorów do lat 20: 1989
- Złoty medal mistrzostw świata: 1991, 1992
- Srebrny medal mistrzostw świata: 1993

Klubowe
- Złoty medal mistrzostw Szwecji: 1990, 1991, 2000 z Djurgårdens IF
- Srebrny medal mistrzostw Szwecji: 1992, 1998 z Djurgårdens IF
- Puchar Europy: 1991, 1992 z Djurgårdens IF

Indywidualne
- Mistrzostwa Europy juniorów do lat 18 w hokeju na lodzie 1987:
  - Najlepszy bramkarz turnieju[3]
  - Skład gwiazd turnieju
- Elitserien 1990/1991:
  - Pierwsze miejsce w klasyfikacji średniej goli straconych na mecz
  - Najlepszy pierwszoroczniak sezonu
- Elitserien 1991/1992:
  - Pierwsze miejsce w klasyfikacji średniej goli straconych na mecz
- Mistrzostwa świata w 1992:
  - Pierwsze miejsce w klasyfikacji średniej goli straconych na mecz w turnieju
  - Najlepszy bramkarz turnieju
- Elitserien 1997/1998:
  - Pierwsze miejsce w klasyfikacji średniej goli straconych na mecz
  - Pierwsze miejsce w klasyfikacji skuteczności interwencji
  - Guldhjälmen - nagroda dla najbardziej wartościowego zawodnika